# Saussurea alberti
Saussurea alberti là một loài thực vật có hoa trong họ Cúc. Loài này được Regel & Winkler miêu tả khoa học đầu tiên năm 1880.